# Viseà
| Permià | Cisuralià    | Asselià     | més recent  |
| Carbonífer | Pennsylvanià | Gjelià      | 303,7 ± 0,1 |
| Carbonífer | Pennsylvanià | Kasimovià   | 307,0 ± 0,1 |
| Carbonífer | Pennsylvanià | Moscovià    | 315,2 ± 0,2 |
| Carbonífer | Pennsylvanià | Baixkirià   | 323,2 ± 0,4 |
| Carbonífer | Mississippià | Serpukhovià | 330,9 ± 0,2 |
| Carbonífer | Mississippià | Viseà       | 346,7 ± 0,4 |
| Carbonífer | Mississippià | Tournaisià  | 358,9 ± 0,4 |
| Devonià | Superior     | Famennià    | més antic   |
| Subdivisió del sistema Carbonífer segons l'ICS.. Actualitzat amb la Taula Cronostratigràfica de l'ICS del 2013 |              |             |             |

El Viseà és un període o edat geològica segons ICS o un estadi en la columna d'estratigrafia. És el segon estatge de l'edat Mississippiana, el més baix del subsistema estratigràfic del Carbonífer. El Viseà es va estendre des de 346,7 ± 0,4 a 330,9 ± 0,2 Ma (milions d'anys). El va precedir el període Tournaisià i el va seguir el període Serpukhovià.

## Nom i definicions
L'estadi Viseà va ser introduït pel geòleg belga André Dumont l'any 1832. Dumont li va donar el nom de la ciutat de Visé a Bèlgica. Abans de ser usat com un estadi internacional es va fer servir com període de l'escala d'Europa Occidental.
La base de l'estadi Viseà és l'aparició de l'espècie fusulínida Eoparastaffella simplex. La part alta de l'estadi és donada per la primera aparició del conodont Lochriea ziegleri, o del goniatite Cravenoceras leion.

## Tetràpodes
Un dels tetràpodes que van viure durant el Viseà va ser el rèptil similar a un amfibi, Westlothiana

## Bioestratigrafia
El Viseà té 4 biozones amb conodonts:
- Lochriea nodosa
- Lochriea mononodosa
- Gnathodus bilineatus
- Gnathodus texanus